# Ceutorhynchus pyrrhorhynchus
Ceutorhynchus pyrrhorhynchus é uma espécie de insetos coleópteros polífagos pertencente à família Curculionidae.
A autoridade científica da espécie é Marsham, tendo sido descrita no ano de 1802.
Trata-se de uma espécie presente no território português.